# Giovanni da Vigo
Giovanni da  Vigo (1450-1525) fue un cirujano italiano . Estudió con Battista di Rapallo, cirujano del marqués de Saluzzo . Pasó sus primeros años de práctica en Génova y hoy en día hay una estatua suya ante el antiguo hospital cívico de Rapallo . 

## Biografía
En 1495, da Vigo se traslada a Savona y se familiariza con el cardenal Giuliano della Rovere . Cuando el cardenal fue elegido como papa Julio II en 1503, se me llevó a da Vigo con él en Roma, designándolo como su cirujano oficial. De hecho estuvo con el Papa en el ataque a Bolonia y lo curó de un nódulo en la mano.
En 1514, da Vigo publicaba Practica in arte chirurgica copiosa, un trabajo completo sobre cirugía formado por nueve libros y escritos en latín. El dedicó a su hijo, Luigi. En él, da Vigo escribió sobre la anatomía, los medicamentos y el tratamiento de la apòstom, úlceras, heridas, enfermedades y fracturas y luxaciones.
El libro sobre las heridas incluía una de las primeras discusiones sobre el tratamiento de las heridas causadas por las armas de fuego . Supuso que las víctimas de estas heridas eran envenenadas por la pólvora y recomendó un tratamiento con aceite hirviendo para contrarrestar el veneno. Ambroise Paré en 1536, como cirujano del coronel general Mareschal de montjean, descubrió que este tratamiento era contraproducente y recomendó tratamientos diferentes. El libro sobre enfermedades trató la enfermedad francesa (que se equipara generalmente con la sífilis actual) .
En 1517, da Vigo publicó la Practica compendiosa que abarcaba la mayor parte del mismo material que su Práctica, de una forma mucho más condensada. Los dos libros de da Vigo se imprimieron habitualmente juntos y a menudo junto con otro compendio de cirugía de Mariano Santo que dijo que había sido estudiante de da Vigo y que luego se haría famoso por su trabajo en el tratamiento de las piedras de la vejiga.
Aunque hoy en día solo es conocido por su tratamiento equivocado de las heridas de pistola, el primer libro sobre cirugía de da Vigo tuvo un éxito enorme. Fue traducido al inglés, al latín, al italiano y al francés y se reimprimió decenas de veces en los siglos XVI y XVII convirtiéndolo en uno de los cirujanos más conocidos de aquellos días.

## Obras
- Practica in arte chirurgica copiosa (Roma, 1514). El libro pasó por numerosas ediciones y traducciones. La edición latina de 1519 está en línea
- Practica compendiosa (Roma, 1517). A menudo impreso con el Práctica.
- En 1543 se publicó una traducción inglesa de Bartolomé Traheron titulada "The Mosteo Excellent Work of Chirurgerye made by and Sethe for by Maister John Vigon, hiedra Chirurgia of our Tyme in Italy". [4]